# Capone (rappeur)
Capone, de son vrai nom Kiam Akasi Holley, né le 8 février 1976 dans le Queens, New York, est un rappeur américain, membre du duo Capone-N-Noreaga.

## Biographie
D'origine haïtienne, Capone grandit dans le quartier new-yorkais de Queensbridge. Il est surtout connu pour être la moitié du groupe Capone-N-Noreaga (CNN). Il passe un certain temps en prison après la sortie du premier album de CNN, The War Report. Lors de sa sortie de prison, lui et Noreaga publient leur second album The Reunion mais quelque temps après, Capone est renvoyé en prison. En 1995, lui et Noreaga font la une du magazine The Source.
En 2004, il publie le single I Need Speed, qui figure sur la bande originale du jeu vidéo Need for Speed: Underground 2. Au début de l'année 2005, Def Jam Recordings rompt son contrat avec Capone mais garde Noreaga, compromettant le statut du groupe. Capone publie son deuxième album, Pain, Time and Glory le 10 mai 2005, qui se vend mal[réf. nécessaire]. Il se classe 42e aux Billboard R&B Albums et 24e aux Top Independent Albums.
Capone apparaît également[Quand ?] sur l'album de Ron Artest, My World.

## Discographie
- 2004 : Da Streets Vol. 1
- 2005 : Pain, Time and Glory
- 2006 : Menace 2 Society
- 2009 : Revenge is a Promise